# 5000 metros
5000 metros é uma modalidade olímpica de atletismo e uma das corridas de fundo disputadas em pista, com um total de 12½ voltas em torno da pista padrão de 400 metros do estádio. 
Os antigos gregos já organizavam corridas de resistência semelhantes às corridas de longa distância atuais. Durante o século XIX, corridas em distâncias semelhantes eram realizadas como apostas nos Estados Unidos e na Inglaterra. A prova entrou no programa olímpico em Estocolmo 1912, com a vitória do finlandês Hannes Kolehmainen. Durante todo o período anterior à II Guerra Mundial ela foi dominada pela Finlândia e seus fundistas, chamados de Finlandeses Voadores, como Kolehmainen, Paavo Nurmi e Ville Ritola. O último fundista deste país a vencê-la em Olimpíadas foi Lasse Viren, bicampeão olímpico em Munique 1972 e Montreal 1976. A partir dos anos 80, a distância passou a ser de domínio absoluto dos africanos, especialmente etíopes e quenianos, tanto em Jogos Olímpicos quanto em campeonatos mundiais.
Introduzida no programa olímpico para mulheres em Atlanta 1996, em substituição aos 3000 metros e equiparando as mulheres aos homens, a primeira campeã olímpica foi a chinesa  Wang Junxia . Com o correr dos anos, as africanas passaram também a dominá-la, assim como a todas as provas de longa distância, como os 10 000 metros e a maratona, especialmente as etíopes e quenianas. Os atuais campeões olímpicos são Jakob Ingebrigtsen, da Noruega e Beatrice Chebet, do Quênia. O recorde mundial pertence a Joshua Cheptegei de Uganda – 12:35.36 – e entre as mulheres a Chebet – 13:58.06.
Além dos já citados, alguns dos grandes nomes da história desta prova são Emil Zatopek, Haile Gebrselassie, Kenenisa Bekele, Said Aouita e  Gabriela Szabo.

## Recordes
De acordo com a Federação Internacional de Atletismo – IAAF.
Homens
| Recorde          | Tempo    | Atleta           | País    | Data           | Local       |
| Recorde mundial  | 12:35.36 | Joshua Cheptegei | Uganda  | 14 agosto 2020 | Mônaco      |
| Recorde olímpico | 12:57.82 | Kenenisa Bekele  | Etiópia | 23 agosto 2008 | Pequim 2008 |

Mulheres
| Recorde          | Tempo    | Atleta           | País   | Data           | Local    |
| Recorde mundial  | 13:58.06 | Beatrice Chebet  | Quénia | 5 julho 2025   | Eugene   |
| Recorde olímpico | 14:26.17 | Vivian Cheruiyot | Quénia | 19 agosto 2016 | Rio 2016 |

## Melhores marcas mundiais
As marcas abaixo são de acordo com a World Athletics.

### Homens
| Posição | Tempo   | Atleta             | País    | Data           | Local     |
| ------- | ------- | ------------------ | ------- | -------------- | --------- |
| 1       | 12:35.3 | Joshua Cheptegei   | Uganda  | 14 agosto 2020 | Mônaco    |
| 2       | 12:36.7 | Hagos Gebrhiwet    | Etiópia | 30 maio 2024   | Oslo      |
| 3       | 12:37.3 | Kenenisa Bekele    | Etiópia | 31 maio 2004   | Hengelo   |
| 4       | 12:38.9 | Yomif Kejelcha     | Etiópia | 30 maio 2024   | Oslo      |
| 5       | 12:39.3 | Haile Gebrselassie | Etiópia | 13 junho 1998  | Helsinque |
| 6       | 12:39.7 | Daniel Komen       | Quénia  | 22 agosto 1997 | Bruxelas  |
| 7       | 12:40.1 | Kenenisa Bekele    | Etiópia | 1 julho 2005   | Paris     |
| 8       | 12:40.4 | Berihu Aregawi     | Etiópia | 30 junho 2023  | Lausanne  |
| 9       | 12:40.9 | Jacob Kiplimo      | Uganda  | 30 maio 2024   | Oslo      |
| 10      | 12:41.6 | Joshua Cheptegei   | Uganda  | 30 junho 2023  | Lausanne  |

### Mulheres
| Posição | Tempo   | Atleta           | País    | Data             | Local    |
| ------- | ------- | ---------------- | ------- | ---------------- | -------- |
| 1       | 13:58.0 | Beatrice Chebet  | Quénia  | 5 julho 2025     | Eugene   |
| 2       | 14:00.2 | Gudaf Tsegay     | Etiópia | 17 setembro 2023 | Eugene   |
| 3       | 14:01.2 | Agnes Ngetich    | Etiópia | 5 julho 2025     | Eugene   |
| 4       | 14:03.6 | Beatrice Chebet  | Quénia  | 6 junho 2025     | Roma     |
| 5       | 14:04.4 | Gudaf Tsegay     | Etiópia | 5 julho 2025     | Eugene   |
| 6       | 14:05.2 | Faith Kipyegon   | Quénia  | 9 junho 2023     | Paris    |
| 7       | 14:05.9 | Beatrice Chebet  | Quénia  | 17 setembro 2023 | Eugene   |
| 8       | 14:06.6 | Letesenbet Gidey | Etiópia | 7 outubro 2020   | Valência |
| 9       | 14:07.9 | Letesenbet Gidey | Etiópia | 9 junho 2023     | Paris    |
| 10      | 14:08.7 | Letesenbet Gidey | Etiópia | 3 setembro 2023  | Berlim   |

## Melhores marcas olímpicas
As marcas abaixo são de acordo com o Comitê Olímpico Internacional – COI.

### Homens
| Posição | Tempo   | Atleta           | País           | Medalha | Local       |
| ------- | ------- | ---------------- | -------------- | ------- | ----------- |
| 1       | 12:57.8 | Kenenisa Bekele  | Etiópia        | ouro    | Pequim 2008 |
| 2       | 12:58.1 | Joshua Cheptegei | Uganda         | ouro    | Tóquio 2020 |
| 3       | 12:58.6 | Mohammed Ahmed   | Canadá         | prata   | Tóquio 2020 |
| 4       | 12:59.0 | Paul Chelimo     | Estados Unidos | bronze  | Tóquio 2020 |
| 5       | 12:59.1 | Nicholas Kimeli  | Quénia         |         | Tóquio 2020 |
| 6       | 13:02.4 | Jacob Kiplimo    | Uganda         |         | Tóquio 2020 |
| 7       | 13:02.8 | Eliud Kipchoge   | Quénia         | prata   | Pequim 2008 |
| 8       | 13:03.2 | Birhanu Balew    | Bahrein        |         | Tóquio 2020 |
| 9       | 13:03.3 | Mo Farah         | Reino Unido    | ouro    | Rio 2016    |
| 10      | 13:03.9 | Paul Chelimo     | Estados Unidos | prata   | Rio 2016    |

### Mulheres
| Posição | Tempo   | Atleta             | País          | Medalha | Local      |
| ------- | ------- | ------------------ | ------------- | ------- | ---------- |
| 1       | 14:26.1 | Vivian Cheruiyot   | Quénia        | ouro    | Rio 2016   |
| 2       | 14:28.5 | Beatrice Chebet    | Quénia        | ouro    | Paris 2024 |
| 3       | 14:29.6 | Faith Kipyegon     | Quénia        | prata   | Paris 2024 |
| 4       | 14:29.7 | Hellen Obiri       | Quénia        | prata   | Rio 2016   |
| 5       | 14:30.6 | Sifan Hassan       | Países Baixos | bronze  | Paris 2024 |
| 6       | 14:31.6 | Nadia Battocletti  | Itália        |         | Paris 2024 |
| 7       | 14:32.2 | Margaret Kipkemboi | Quénia        |         | Paris 2024 |
| 8       | 14:32.9 | Ejgayehu Taye      | Etiópia       |         | Paris 2024 |
| 9       | 14:33.5 | Almaz Ayana        | Etiópia       | bronze  | Rio 2016   |
| 10      | 14:35.4 | Medina Eisa        | Etiópia       |         | Paris 2024 |

## Marcas da lusofonia
| País                | Masculino | Atleta                    | Ano  | Local      | Feminino | Atleta            | Ano  | Local     |               |
| Portugal            | 13:02     | António Pinto             | 1998 | Zurique    | 14:36    | Fernanda Ribeiro  | 1995 | Hechtel   | [ 11 ]        |
| Brasil              | 13:19     | Marílson Gomes dos Santos | 2006 | Askina     | 15:18    | Simone Alves      | 2011 | São Paulo | [ 12 ]        |
| Angola              | 13:40     | Aurélio Mity              | 1995 | Gotemburgo | 16:02    | Ernestina Paulino | 2008 | Luanda    | [ 13 ]        |
| Cabo Verde          | 13:55     | Leão Carvalho (*)         | 2008 | Lisboa     | 17.05    | Sónia Lopes       | 2002 | Guastalla | [ 14 ]        |
| Guiné-Bissau        | 14:45     | Mussa Djau (**)           | 2016 | Maia       | 19:11    | Suaila Sá         | 2014 | Trento    | [ 15 ]        |
| São Tomé e Príncipe | 15:10     | Gil Quintas               | 2013 | Folha Fede | 17:25    | Celma Bonfim      | 2008 | Pequim    | [ 16 ] [ 17 ] |

(*) - Tempo reconhecido pela Federação de Atletismo de Cabo Verde; não-reconhecido pela IAAF, que reconhece o tempo de 14:05 de Ruben Sança em Walnut, 2010.:591

(**) - Marca da Federação Nacional questionada pela IAAF pois Djau ainda não seria cidadão de Guiné-Bissau. Marca reconhecida pela IAAF é 15:45 em Beja, 2013.:591